# Gran Premio di superbike di Silverstone 2004
Il Gran Premio di superbike di Silverstone 2004 è stato la sesta prova su undici del campionato mondiale Superbike 2004, disputato il 13 giugno sul circuito di Silverstone, in gara 1 ha visto la vittoria di Noriyuki Haga davanti a Chris Vermeulen e Pierfrancesco Chili, la gara 2 è stata vinta da Chris Vermeulen che ha preceduto Noriyuki Haga e Régis Laconi.
La vittoria nella gara valevole per il campionato mondiale Supersport 2004 è stata ottenuta da Fabien Foret, mentre la gara del campionato Europeo della classe Superstock viene vinta da Lorenzo Alfonsi.

## Risultati

### Gara 1

#### Arrivati al traguardo[5]
| Pos. | Nº | Pilota               | Squadra                    | Motocicletta      | Giri | Tempo     | Griglia | Punti |
| ---- | -- | -------------------- | -------------------------- | ----------------- | ---- | --------- | ------- | ----- |
| 1º   | 41 | Noriyuki Haga        | Renegade Ducati            | Ducati 999 RS     | 20   | 38:43.657 | 3º      | 25    |
| 2º   | 17 | Chris Vermeulen      | Ten Kate Honda             | Honda CBR 1000RR  | 20   | +0:00.150 | 2º      | 20    |
| 3º   | 7  | Pierfrancesco Chili  | PSG - 1 Corse              | Ducati 998 RS     | 20   | +0:06.583 | 16º     | 16    |
| 4º   | 24 | Garry McCoy          | Xerox - Ducati Nortel Net. | Ducati 999 RS     | 20   | +0:27.263 | 11º     | 13    |
| 5º   | 91 | Leon Haslam          | Renegade Ducati            | Ducati 999 RS     | 20   | +0:27.580 | 5º      | 11    |
| 6º   | 99 | Steve Martin         | D.F.Xtreme Sterilgarda     | Ducati 999 RS     | 20   | +0:27.606 | 8º      | 10    |
| 7º   | 4  | Troy Corser          | Foggy Petronas Racing      | Petronas FP1      | 20   | +0:32.321 | 6º      | 9     |
| 8º   | 20 | Marco Borciani       | D.F.Xtreme Sterilgarda     | Ducati 999 RS     | 20   | +0:38.956 | 9º      | 8     |
| 9º   | 5  | Piergiorgio Bontempi | Zongshen                   | Suzuki GSX-R 1000 | 20   | +0:39.293 | 18º     | 7     |
| 10º  | 8  | Ivan Clementi        | Kawasaki Bertocchi         | Kawasaki ZX 10    | 20   | +0:48.255 | 14º     | 6     |
| 11º  | 12 | Warwick Nowland      | Zongshen                   | Suzuki GSX-R 1000 | 20   | +1:16.875 | 21º     | 5     |
| 12º  | 23 | Jiří Mrkývka         | JM SBK                     | Ducati 998 RS     | 20   | +1:29.690 | 20º     | 4     |
| 13º  | 16 | Sergio Fuertes       | MIR Racing                 | Suzuki GSX-R 1000 | 20   | +1:30.546 | 23º     | 3     |
| 14º  | 50 | Miguel Praia         | Xerox - Ducati Nortel Net. | Ducati 999 RS     | 20   | +2:00.074 | 22º     | 2     |

#### Ritirati
| Nº  | Pilota            | Squadra                    | Motocicletta   | Giri | Griglia |
| --- | ----------------- | -------------------------- | -------------- | ---- | ------- |
| 55  | Régis Laconi      | Ducati Fila                | Ducati 999 F04 | 17   | 1º      |
| 6   | Mauro Sanchini    | Kawasaki Bertocchi         | Kawasaki ZX 10 | 15   | 12º     |
| 69  | Gianluca Nannelli | Pedercini                  | Ducati 998 RS  | 12   | 15º     |
| 52  | James Toseland    | Ducati Fila                | Ducati 999 F04 | 11   | 4º      |
| 9   | Chris Walker      | Foggy Petronas Racing      | Petronas FP1   | 7    | 13º     |
| 48  | David García      | Xerox - Ducati Nortel Net. | Ducati 999 RS  | 3    | 17º     |
| 100 | James Ellison     | Jentin Racing              | Yamaha YZF R1  | 2    | 7º      |
| 19  | Lucio Pedercini   | Pedercini                  | Ducati 998 RS  | 1    | 10º     |
| 25  | Alessio Velini    | UnionBike GiMotorsport     | Yamaha YZF R1  | 1    | 19º     |

### Gara 2

#### Arrivati al traguardo[6]
| Pos. | Nº  | Pilota               | Squadra                | Motocicletta      | Giri | Tempo     | Griglia | Punti |
| ---- | --- | -------------------- | ---------------------- | ----------------- | ---- | --------- | ------- | ----- |
| 1º   | 17  | Chris Vermeulen      | Ten Kate Honda         | Honda CBR 1000RR  | 20   | 38:35.608 | 2º      | 25    |
| 2º   | 41  | Noriyuki Haga        | Renegade Ducati        | Ducati 999 RS     | 20   | +0:00.228 | 3º      | 20    |
| 3º   | 55  | Régis Laconi         | Ducati Fila            | Ducati 999 F04    | 20   | +0:06.155 | 1º      | 16    |
| 4º   | 91  | Leon Haslam          | Renegade Ducati        | Ducati 999 RS     | 20   | +0:20.895 | 5º      | 13    |
| 5º   | 52  | James Toseland       | Ducati Fila            | Ducati 999 F04    | 20   | +0:27.504 | 4º      | 11    |
| 6º   | 99  | Steve Martin         | D.F.Xtreme Sterilgarda | Ducati 999 RS     | 20   | +0:28.491 | 8º      | 10    |
| 7º   | 100 | James Ellison        | Jentin Racing          | Yamaha YZF R1     | 20   | +0:32.668 | 7º      | 9     |
| 8º   | 24  | Garry McCoy          | Xerox - Ducati Nortel  | Ducati 999 RS     | 20   | +0:33.518 | 11º     | 8     |
| 9º   | 4   | Troy Corser          | Foggy Petronas Racing  | Petronas FP1      | 20   | +0:36.312 | 6º      | 7     |
| 10º  | 8   | Ivan Clementi        | Kawasaki Bertocchi     | Kawasaki ZX 10    | 20   | +0:38.114 | 14º     | 6     |
| 11º  | 20  | Marco Borciani       | D.F.Xtreme Sterilgarda | Ducati 999 RS     | 20   | +0:41.206 | 9º      | 5     |
| 12º  | 9   | Chris Walker         | Foggy Petronas Racing  | Petronas FP1      | 20   | +0:41.536 | 13º     | 4     |
| 13º  | 6   | Mauro Sanchini       | Kawasaki Bertocchi     | Kawasaki ZX 10    | 20   | +0:52.325 | 12º     | 3     |
| 14º  | 5   | Piergiorgio Bontempi | Zongshen               | Suzuki GSX-R 1000 | 20   | +1:04.719 | 18º     | 2     |
| 15º  | 19  | Lucio Pedercini      | Pedercini              | Ducati 998 RS     | 20   | +1:13.860 | 10º     | 1     |
| 16º  | 23  | Jiří Mrkývka         | JM SBK                 | Ducati 998 RS     | 20   | +1:30.570 | 20º     |       |

#### Ritirati
| Nº | Pilota              | Squadra                    | Motocicletta      | Giri | Griglia |
| -- | ------------------- | -------------------------- | ----------------- | ---- | ------- |
| 12 | Warwick Nowland     | Zongshen                   | Suzuki GSX-R 1000 | 19   | 21º     |
| 16 | Sergio Fuertes      | MIR Racing                 | Suzuki GSX-R 1000 | 19   | 23º     |
| 50 | Miguel Praia        | Xerox - Ducati Nortel Net. | Ducati 999 RS     | 18   | 22º     |
| 69 | Gianluca Nannelli   | Pedercini                  | Ducati 998 RS     | 6    | 15º     |
| 7  | Pierfrancesco Chili | PSG - 1 Corse              | Ducati 998 RS     | 5    | 16º     |
| 48 | David García        | Xerox - Ducati Nortel Net. | Ducati 999 RS     | 3    | 17º     |
| 25 | Alessio Velini      | UnionBike GiMotorsport     | Yamaha YZF R1     | 1    | 19º     |

### Supersport

#### Arrivati al traguardo
| Pos. | Nº | Pilota                   | Squadra                     | Motocicletta        | Giri | Tempo     | Griglia | Punti |
| ---- | -- | ------------------------ | --------------------------- | ------------------- | ---- | --------- | ------- | ----- |
| 1º   | 99 | Fabien Foret             | Yamaha Italia               | Yamaha YZF R6       | 19   | 37'33.642 | 2º      | 25    |
| 2º   | 31 | Karl Muggeridge          | Ten Kate Honda              | Honda CBR 600RR     | 19   | +0.043    | 1º      | 20    |
| 3º   | 23 | Broc Parkes              | Ten Kate Honda              | Honda CBR 600RR     | 19   | +0.303    | 5º      | 16    |
| 4º   | 57 | Lorenzo Lanzi            | Ducati Breil                | Ducati 749 R        | 19   | +0.763    | 8º      | 13    |
| 5º   | 11 | Kevin Curtain            | Yamaha Motor Deutschland    | Yamaha YZF R6       | 19   | +2.598    | 4º      | 11    |
| 6º   | 4  | Jurgen van den Goorbergh | Yamaha Italia               | Yamaha YZF R6       | 19   | +3.429    | 6º      | 10    |
| 7º   | 48 | Pere Riba                | MSS Discovery               | Kawasaki ZX6 RR     | 19   | +9.255    | 3º      | 9     |
| 8º   | 16 | Sébastien Charpentier    | Klaffi Honda                | Honda CBR 600RR     | 19   | +9.448    | 7º      | 8     |
| 9º   | 8  | Alessio Corradi          | Italia Megabike             | Honda CBR 600RR     | 19   | +20.385   | 9º      | 7     |
| 10º  | 2  | Stéphane Chambon         | Suzuki Alstare Corona Extra | Suzuki GSX-R 600    | 19   | +20.605   | 12º     | 6     |
| 11º  | 76 | Max Neukirchner          | Klaffi Honda                | Honda CBR 600RR     | 19   | +20.975   | 18º     | 5     |
| 12º  | 81 | Craig Jones              | Valmoto Triumph             | Triumph Daytona 600 | 19   | +30.323   | 19º     | 4     |
| 13º  | 15 | Matteo Baiocco           | Lorenzini by Leoni          | Yamaha YZF R6       | 19   | +35.561   | 14º     | 3     |
| 14º  | 45 | Sébastien Le Grelle      | LeGrelle Dholda Moto P.     | Honda CBR 600RR     | 19   | +35.888   | 15º     | 2     |
| 15º  | 24 | Matthieu Lagrive         | Moto 1                      | Suzuki GSX-R 600    | 19   | +36.391   | 17º     | 1     |
| 16º  | 18 | Denis Sacchetti          | Italia Megabike             | Honda CBR 600RR     | 19   | +1'07.470 | 25º     |       |
| 17º  | 95 | Eli Chen                 | IRT Honda Israel            | Honda CBR 600RR     | 18   | +1 giro   | 26º     |       |

#### Ritirati
| Nº | Pilota             | Squadra                     | Motocicletta     | Giri | Griglia |
| -- | ------------------ | --------------------------- | ---------------- | ---- | ------- |
| 22 | Stefano Cruciani   | Kawasaki Bertocchi          | Kawasaki ZX6 RR  | 18   | 20º     |
| 37 | Katsuaki Fujiwara  | Suzuki Alstare Corona Extra | Suzuki GSX-R 600 | 10   | 11º     |
| 20 | Vittorio Iannuzzo  | Suzuki Alstare Corona Extra | Suzuki GSX-R 600 | 9    | 21º     |
| 25 | Giovanni Bussei    | SL Racing                   | Ducati 749 R     | 6    | 13º     |
| 19 | Walter Tortoroglio | Celani - Suzuki Italia      | Suzuki GSX-R 600 | 6    | 23º     |
| 93 | Christian Kellner  | Yamaha Motor Deutschland    | Yamaha YZF R6    | 6    | 16º     |
| 96 | Dean Ellison       | IRT Honda Israel            | Honda CBR 600RR  | 5    | 24º     |
| 72 | Arne Tode          | Ecko Racing                 | Yamaha YZF R6    | 4    | 22º     |
| 78 | Luke Quigley       | Buildbase Knotts Racing     | Suzuki GSX-R 600 | 1    | 10º     |

### Superstock

#### Arrivati al traguardo
| Pos. | Nº | Pilota                 | Squadra                     | Motocicletta      | Giri | Tempo     | Griglia | Punti |
| ---- | -- | ---------------------- | --------------------------- | ----------------- | ---- | --------- | ------- | ----- |
| 1º   | 4  | Lorenzo Alfonsi        | Italia Lorenzini by Leoni   | Yamaha YZF R1     | 12   | 23'39.709 | 5º      | 25    |
| 2º   | 45 | Gianluca Vizziello     | Italia Lorenzini by Leoni   | Yamaha YZF R1     | 12   | +0.077    | 2º      | 20    |
| 3º   | 57 | Ilario Dionisi         | Celani - Suzuki Italia      | Suzuki GSX-R 1000 | 12   | +3.649    | 7º      | 16    |
| 4º   | 5  | Riccardo Chiarello     | Suzuki Alstare Corona Extra | Suzuki GSX-R 1000 | 12   | +5.781    | 6º      | 13    |
| 5º   | 76 | Bernat Martínez        | Bernat Marvimoto            | Suzuki GSX-R 1000 | 12   | +12.459   | 3º      | 11    |
| 6º   | 9  | Luca Scassa            | Ormeni Racing               | Kawasaki ZX10     | 12   | +15.196   | 11º     | 10    |
| 7º   | 34 | José Hurtado           | MIR Racing                  | Suzuki GSX-R 1000 | 12   | +15.560   | 9º      | 9     |
| 8º   | 82 | Ben Wilson             | Vivaldi Racing              | Suzuki GSX-R 1000 | 12   | +16.265   | 10º     | 8     |
| 9º   | 21 | Alex Martinez          | Intermoto Czech Republic    | Kawasaki ZX10     | 12   | +16.562   | 12º     | 7     |
| 10º  | 37 | William De Angelis     | Rox Racing                  | Ducati 999S       | 12   | +17.249   | 14º     | 6     |
| 11º  | 58 | Tomas Miksovsky        | Intermoto Czech Republic    | Honda CBR 1000RR  | 12   | +30.072   | 15º     | 5     |
| 12º  | 86 | Ayrton Badovini        | EVR Corse Biassono R.T.     | Ducati 999S       | 12   | +30.427   | 13º     | 4     |
| 13º  | 77 | Nicolas Saelens        | MCT-Sitra                   | Ducati 999S       | 12   | +32.263   | 17º     | 3     |
| 14º  | 52 | Alessio Perilli        | Ducci - I.T. Networks F.R.  | Yamaha YZF R1     | 12   | +33.401   | 16º     | 2     |
| 15º  | 7  | Fabrizio De Noni       | MNR Racing                  | Suzuki GSX-R 1000 | 12   | +33.605   | 22º     | 1     |
| 16º  | 54 | Kenan Sofuoğlu         | Yamaha Motor Germany        | Yamaha YZF R1     | 12   | +36.932   | 28º     |       |
| 17º  | 48 | Grégory Fastré         | Zone Rouge                  | Yamaha YZF R1     | 12   | +38.811   | 20º     |       |
| 18º  | 28 | Sepp Vermonden         | Sepp Racing - Dirk Van Mol  | Suzuki GSX-R 1000 | 12   | +42.337   | 29º     |       |
| 19º  | 75 | Ghisbert van Ginhoven  | MCT-Sitra                   | Ducati 999S       | 12   | +42.948   | 19º     |       |
| 20º  | 35 | Christian Dal Corso    | PSG-1 Corse                 | Ducati 999S       | 12   | +47.120   | 24º     |       |
| 21º  | 93 | David Butler           | EVR Corse Biassono R.T.     | Ducati 999S       | 12   | +47.872   | 26º     |       |
| 22º  | 99 | José Lombardo          | MIR Racing                  | Suzuki GSX-R 1000 | 12   | +51.458   | 27º     |       |
| 23º  | 78 | Robert De Vries        | CRT Yamaha                  | Yamaha YZF R1     | 12   | +52.765   | 25º     |       |
| 24º  | 41 | Risto Klausen          | Bike World Racing           | Honda CBR 1000RR  | 12   | +1'02.572 | 32º     |       |
| 25º  | 15 | Pierrot Lerat-Vanstaen | Association Plein Gaz       | Suzuki GSX-R 1000 | 12   | +1'07.803 | 21º     |       |
| 26º  | 22 | Leroy Verboven         | Herman Verboven Racing      | Suzuki GSX-R 1000 | 12   | +1'09.219 | 31º     |       |
| 27º  | 89 | Jiri Kaderabek         | Akuna Racing                | Honda CBR 1000RR  | 12   | +1'09.723 | 33º     |       |
| 28º  | 26 | Tom van Looy           | Herman Verboven Racing      | Suzuki GSX-R 1000 | 12   | +1'22.089 | 30º     |       |

#### Ritirati
| Nº | Pilota               | Squadra              | Motocicletta     | Giri | Griglia |
| -- | -------------------- | -------------------- | ---------------- | ---- | ------- |
| 69 | Didier Van Keymeulen | Yamaha Motor Germany | Yamaha YZF R1    | 11   | 1º      |
| 44 | Alessandro Brannetti | FbC Racing - Spamoto | Aprilia RSV 1000 | 9    | 23º     |
| 97 | Tomas Holubec        | Akuna Racing         | Honda CBR 1000RR | 5    | 34º     |
| 16 | Enrique Rocamora     | Kawasaki Bertocchi   | Kawasaki ZX10    | 1    | 18º     |
| 14 | John Laverty         | EMS Racing           | Yamaha YZF R1    | 0    | 4º      |
| 53 | Alessandro Polita    | Rox Racing           | Ducati 999S      | 0    | 8º      |